# Signal (televíziós sorozat)
A Signal (hangul: 시그널, Sigunol, RR: Sigeuneol) 2016-ban, a dél-koreai tvN csatornán bemutatott fantasy bűnügyi televíziós sorozat I Dzsehun (Lee jae-hun), Kim Hjeszu (Kim Hye-su) és Cso Dzsinung (Jo Jin-ung) főszereplésével. Az alaptörténet hasonlít az amerikai Frekvencia című filméhez, itt is rádiófrekvencia segítségével kommunikálnak egymással a múltbeli és a jelenbeli szereplők. A sorozat egyes epizódjait a hvanszong (hwaseong)i sorozatgyilkosság ihlette. A sorozat 13%-os nézettséggel zárt, ami koreai kábelcsatornán futó sorozat esetében rendkívüli nézettségnek minősül, mivel hagyományosan eddig csak romantikus és családi sorozatok tudtak ilyen nézettséget elérni kábeltévén. Ez az első bűnügyi thriller, amelynek sikerült.
2024 márciusában bejelentették, hogy készül a második évad.

## Cselekmény
Pak Hejong (Park Hae-young) gyermekkorában szemtanúja lesz egy osztálytársa elrablásának, a kislányt holtan találják. A rendőrök nem hisznek Hejong (Hae-yong)nak, amikor azt állítja, az elrabló egy nő, nem pedig az a férfi, akit köröznek. Felnőve Hejong (Hae-yong) profilozóként dolgozik a rendőrségen, és nem sokkal az elévülési idő lejárta előtt egy walkie-talkie-ra bukkan, ami rejtélyesen megszólal a kezében, anélkül, hogy lenne benne elem. A vonal másik végén I Dzsehan (Lee Jae-han) nyomozó van, aki 15 évvel korábban éppen ezen az ügyön nyomoz. I (Lee) segítségével Hejong (Hae-yong) kideríti, hogy ki a valódi gyilkos, és a sorozat folyamán a múltbéli és a jelenbéli nyomozó a rejtélyes walkie-talkie segítségével együtt derítenek fel úgynevezett „döglött aktákat”.

## Szereplők
- I Dzsehun (Lee jae-hun) (이제훈): Pak Hejong (Park Hae-yong)
- Kim Hjeszu (Kim Hye-su) (김혜수): Csha Szuhjon (Cha Su-hyeon)
- Cso Dzsinung (Jo Jin-ung) (조진웅): I Dzsehan (Lee Jae-han)

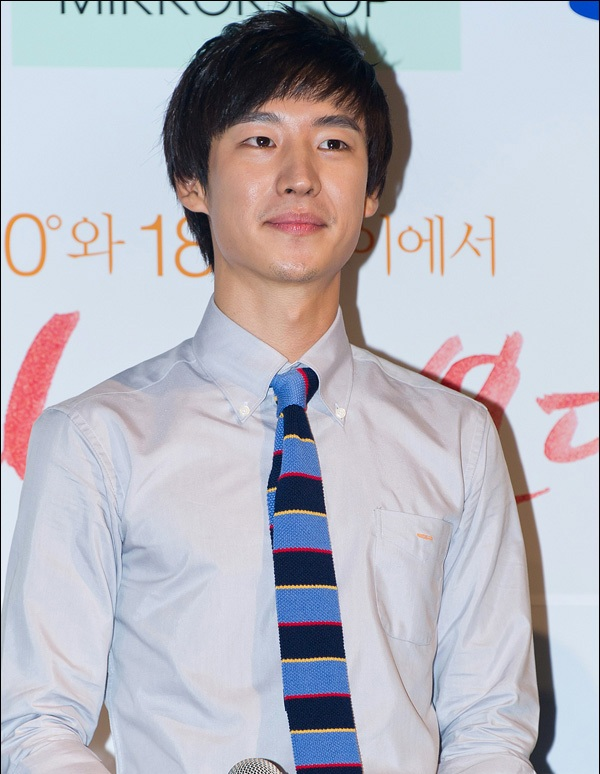
I Dzsehun (Lee Jae-hun)
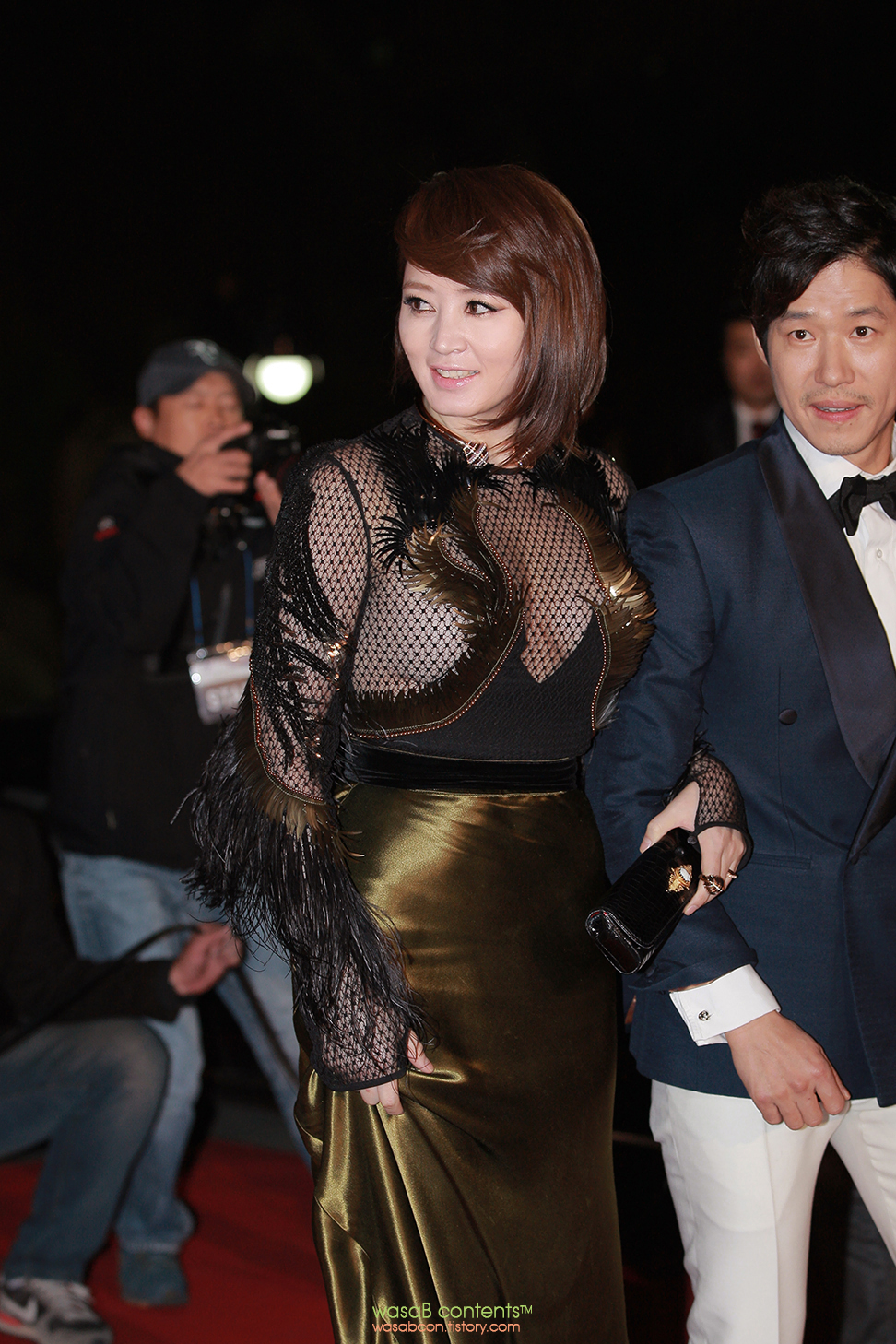
Kim Hjeszu (Kim Hye-su)
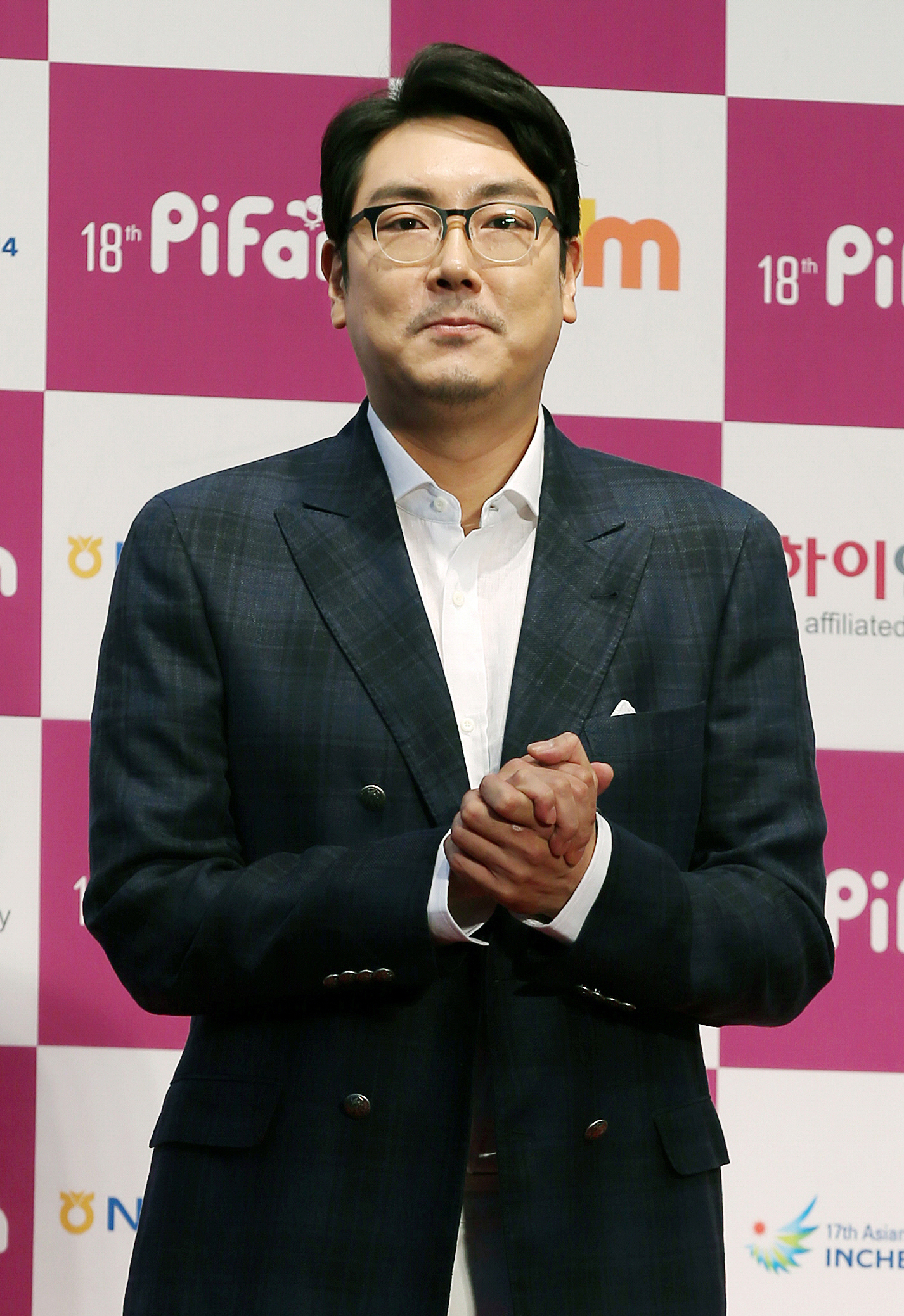
Cso Dzsinung (Jo Jin-ung)

## Díjak és elismerések
| Év   | Díj                      | Kategória                  | Díjazott                    | Eredmény |
| ---- | ------------------------ | -------------------------- | --------------------------- | -------- |
| 2016 | 52. Paeksang Arts Awards | Legjobb televíziós sorozat | Signal                      | Elnyerte |
| 2016 | 52. Paeksang Arts Awards | Legjobb rendező            | Kim Vonszok (Kim Won-seok)  | Jelölve  |
| 2016 | 52. Paeksang Arts Awards | Legjobb színész            | Cso Dzsinung (Jo Jin-woong) | Jelölve  |
| 2016 | 52. Paeksang Arts Awards | Legjobb színésznő          | Kim Hjeszu (Kim Hye-su)     | Elnyerte |
| 2016 | 52. Paeksang Arts Awards | Legjobb forgatókönyv       | Kim Unhi (Kim Eun-hui)      | Elnyerte |
| 2016 | 52. Paeksang Arts Awards | Legnépszerűbb színész      | Cso Dzsinung (Jo Jin-woong) | Jelölve  |
| 2016 | 52. Paeksang Arts Awards | Legnépszerűbb színész      | I Dzsehun (Lee Je-hoon)     | Jelölve  |
| 2016 | 52. Paeksang Arts Awards | Legnépszerűbb színésznő    | Kim Hjeszu (Kim Hye-su)     | Jelölve  |